# Gillette (Wyoming)
Pour les articles homonymes, voir Gillette.
La ville de Gillette est le siège du comté de Campbell, dans l’État du Wyoming, aux États-Unis. Lors du recensement de 2010, elle comptait 29 087 habitants.

## Géographie
Gillette est située entre les Big Horn Mountains à l'ouest et les Black Hills à l'est, dans le bassin de la rivière Powder.

## Démographie
Il y avait en 2000 19 646 habitants, 5 113 familles résidant dans la ville. Les différentes communautés de la ville sont : 95,50 % de Blancs, 0,20 % d'Afro-américains, 0,96 % d'Amérindiens, 0,42 % d'Asiatiques, 0,10 % d'insulaires du Pacifique, 1,31 % d'autres communautés, et 1,51 % d'une ou de plusieurs communautés. Les Hispaniques représentent 3,94 % de la population.
Il y a 7 390 ménages, dont 41,2 % comprennent un enfant de moins de 18 ans, 53,4 % sont des couples mariés, 10,8 % sont uniquement constitués de femmes, et 30,8 % ne sont pas des familles. 24 % sont faits d'une personne, dont 4,9 % d'une personne de 65 ans ou plus. 
| Tranche d'âge     | Pourcentage |
| ----------------- | ----------- |
| 18 ou moins       | 32,2 %      |
| de 18 à 24 ans    | 10,7 %      |
| de 25 à 44 ans    | 31,7 %      |
| de 45 à 64 ans    | 21,4 %      |
| de 65 ans ou plus | 6,1 %       |

L'âge moyen est de 32 ans. Pour 100 femmes il y a 103,2 hommes. Pour 100 femmes de 18 ans ou plus il y a 101,6 hommes.
Le revenu moyen d'un ménage est de $46 521. Les hommes ont un revenu moyen de $41 131 pour $22 717 chez les femmes. Près de 5,7 % des familles et 7,9 % de la population vivent en dessous du seuil de pauvreté, dont 6,2 % de ceux de moins de 18 ans et 14,1 % de ceux de 65 ou plus.

## Référence
- (en) Cet article est partiellement ou en totalité issu de l’article de Wikipédia en anglais intitulé « Gillette, Wyoming » (voir la liste des auteurs).